# Kleine watersalamander
De kleine watersalamander (Lissotriton vulgaris) is een salamander uit de familie van de echte salamanders.
De kleine watersalamander blijft relatief klein en bereikt een lichaamslengte tot ongeveer tien centimeter inclusief staart. De lichaamskleur is bruin met donkere vlekken en strepen, met name de mannetjes. Mannetjes hebben een patroon van ronde, loodgrijs gekleurde vlekken op de flanken en de staart. Zij krijgen in de voortplantingstijd een duidelijke gegolfde staartkam en ook de kleuren op de buik en staart worden feller.
De salamander leeft hoofdzakelijk van kleine kreeftachtige diertjes zoals watervlooien. Vijanden zijn verschillende vissen, vogels, reptielen, insecten, zoogdieren en andere amfibieën. De kleine watersalamander komt in heel Europa voor en ontbreekt alleen op het Iberisch Schiereiland en noordelijke delen van Europa. Het is niet alleen een van de wijdst verbreide soorten maar ook een van de meest algemeen voorkomende amfibieën in Europa. De salamander komt ook voor in meer gematigde landen als België en Nederland. Het is hier een van de algemeenst voorkomende amfibieën.

## Verspreiding en habitat

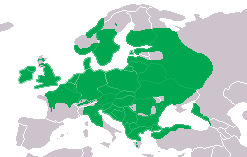
Verspreidingsgebied

De soort komt alleen in Europa voor, maar wel in veruit het grootste gedeelte ervan in een groot aantal landen. De kleine watersalamander komt voor in de landen: Albanië, België, Bosnië en Herzegovina, Bulgarije, Denemarken, Duitsland, Estland, Finland, Frankrijk, Georgië, Griekenland, Hongarije, Kroatië, Ierland, Italië, Letland, Litouwen, Luxemburg, Moldavië, Montenegro, Nederland, Noord-Macedonië, Noorwegen, Oekraïne, Oostenrijk, Polen, Roemenië, Rusland, Servië, Slowakije, Slovenië, Tsjechië, Turkije, Verenigd Koninkrijk, Wit-Rusland, Zweden en Zwitserland.
Landen of streken waar de soort niet voorkomt zijn; zuidelijk Frankrijk, zuidelijk Italië, Spanje en Portugal, noordelijk Scandinavië en het uiterst noordoostelijke deel van Europa. Buiten Europa komt de soort tot in Turkije voor. De kleine watersalamander komt voor in zowel laaggelegen landen als de Benelux, maar kan zich ook handhaven in uitgesproken berggebieden; in Oostenrijk werd het dier tot op een hoogte van 2150 meter boven zeeniveau aangetroffen.
De salamander kan in zeer hoge aantallen per oppervlakte-eenheid voorkomen, maar de aantallen lopen in de meeste delen van het verspreidingsgebied langzaam terug. Met name in geïndustrialiseerde landen hebben vervuiling en het verdwijnen van het leefgebied een negatieve impact op de populaties. Wel moet gezegd worden dat sommige menselijke activiteiten, zoals het graven en open houden van sloten, een positieve invloed hebben op het in stand houden van de populaties.

### Habitat

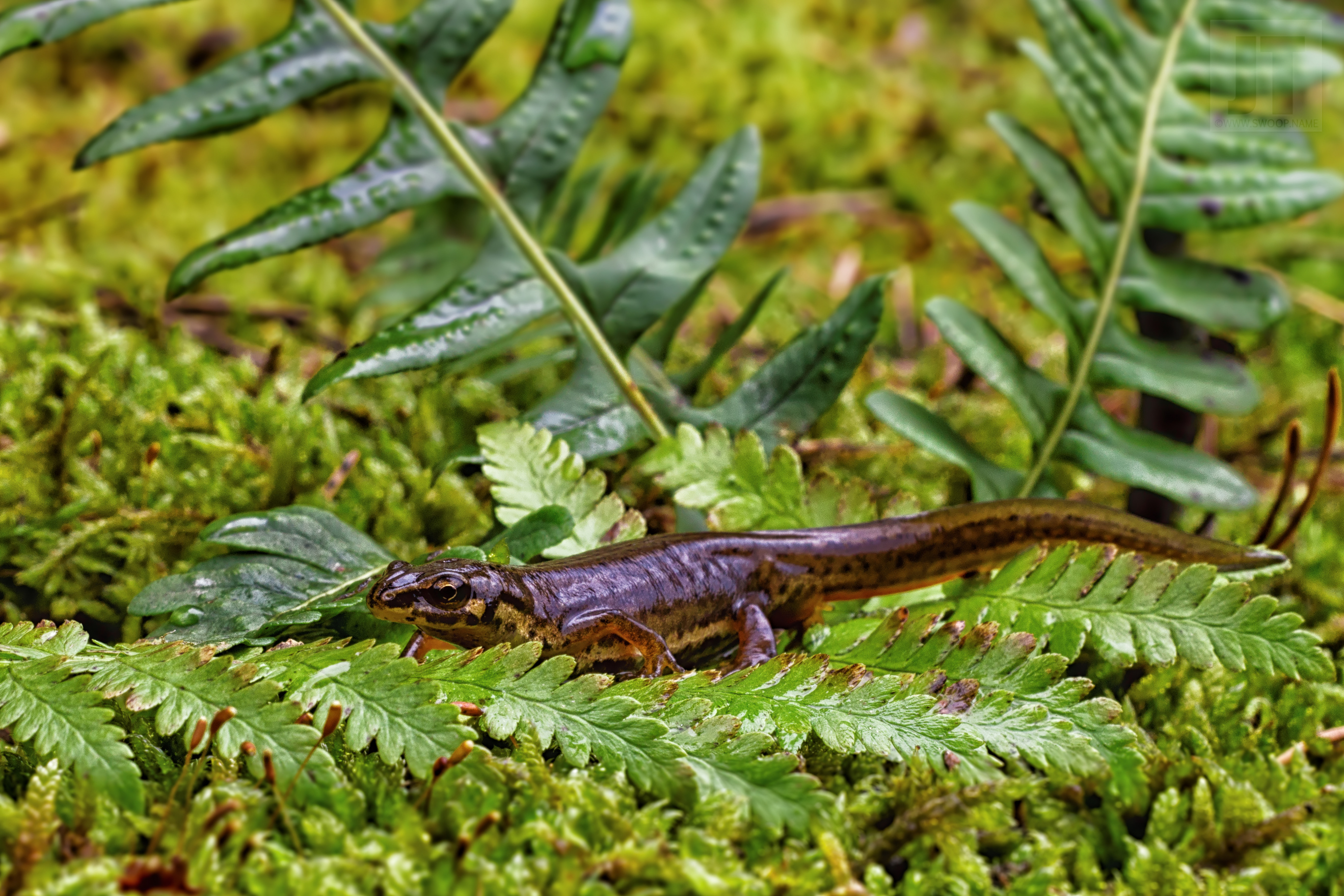
De kleine watersalamander komt voor in vochtige en begroeide gebieden.

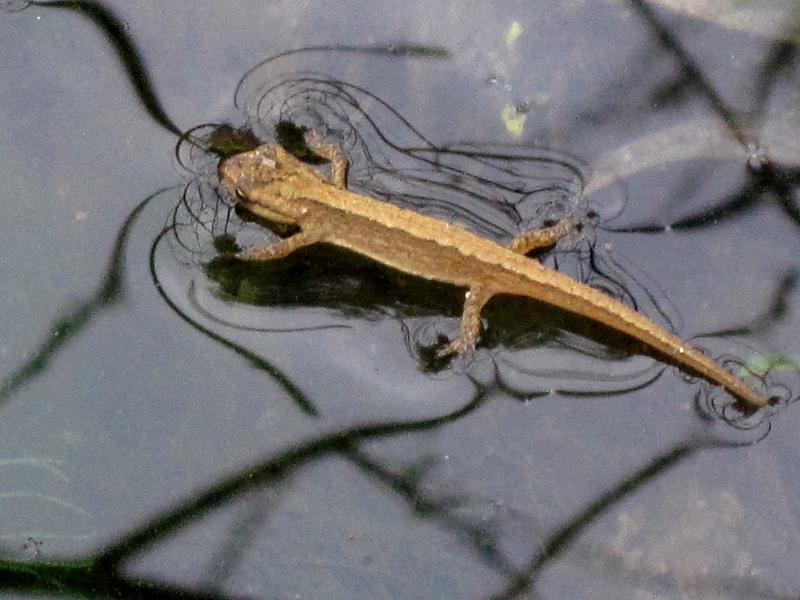
Door de waterafstotende huid blijven juvenielen die in landfase zijn een tijdje drijven.

De kleine watersalamander stelt weinig eisen aan zijn biotoop en kan in alle met onderwatervegetatie begroeide kleine watertjes die regelmatig in de zon staan gevonden worden. De soort leeft in stilstaande tot langzaam stromende wateren. Hij komt voor in kleine stroompjes, vijvers, sloten, vennetjes, moerassen en zelfs in gebieden met hoogveen. Snelstromend water is ongeschikt als habitat. Het is een cultuurvolger die zich kan handhaven in uiteenlopende milieus, maar het liefst vertoeft in begroeide, open gebieden. Vooral door de mens aangelegde waterreservoirs zijn geschikt, als ze tenminste deels bestaan uit een stilstaand diep water met steile wanden zodat vee er geen toegang toe heeft. Ook in grotere wateren komt de salamander voor, zoals de oeverzones van meren en vijvers en bochten van rivieren, een enkele maal ook in brak water. De voorkeur gaat uit naar heldere, niet te dichtbegroeide wateren met stilstaand water die niet al te diep zijn.
De kleine watersalamander kan overleven in een kleine vijver zoals die van een modale tuin. Om het dier te laten gedijen en zich te laten voortplanten zijn een aantal voorwaarden van belang. Waterplanten zijn essentieel voor de afzet van de eitjes, liefst klein- en veelbladige soorten zoals waterpest. De vijver mag geen vis bevatten. De dieren hebben behoefte aan schuilplaatsen als lage, struikachtige planten en platte stenen rond de vijver en een strooisellaag om in te schuilen. De oever van de vijver mag niet te steil zijn, de vijver moet plaatselijk een minimale diepte hebben van een halve meter.

### In België en Nederland
De kleine watersalamander is na de bruine kikker (Rana temporaria) en de gewone pad (Bufo bufo) de meest algemene amfibie in België en Nederland. De salamander wordt hier vooral aangetroffen in zonbeschenen vijvers, poelen en vennen met in de buurt plaatsen om te schuilen zoals begroeiing of steenhopen.
 In Nederland en België is de salamander plaatselijk algemeen en wordt in alle hier voorkomende landschapstypen aangetroffen. De soort komt niet voor in brakwatergebieden.
In België komt de kleine watersalamander in de meeste provincies algemeen voor, vooral voor in het noorden en midden van het land. In andere streken is de soort zeldzamer, zoals in de Ardennen, zuidoostelijk Oost-Vlaanderen en rond De Kempen.
In Nederland is de salamander vooral te vinden in het oosten en het midden van het land. In Flevoland en de noordelijke provincies komt de soort minder algemeen voor. Ook op de Waddeneilanden is hij te vinden. Op Texel komen natuurlijke populaties voor; waarschijnlijk al sinds 1170 toen Texel door de Allerheiligenvloed een eiland werd. Op Ameland, Schiermonnikoog, Terschelling en Vlieland komen ook populaties voor, maar deze zijn uitgezet.

## Uiterlijke kenmerken

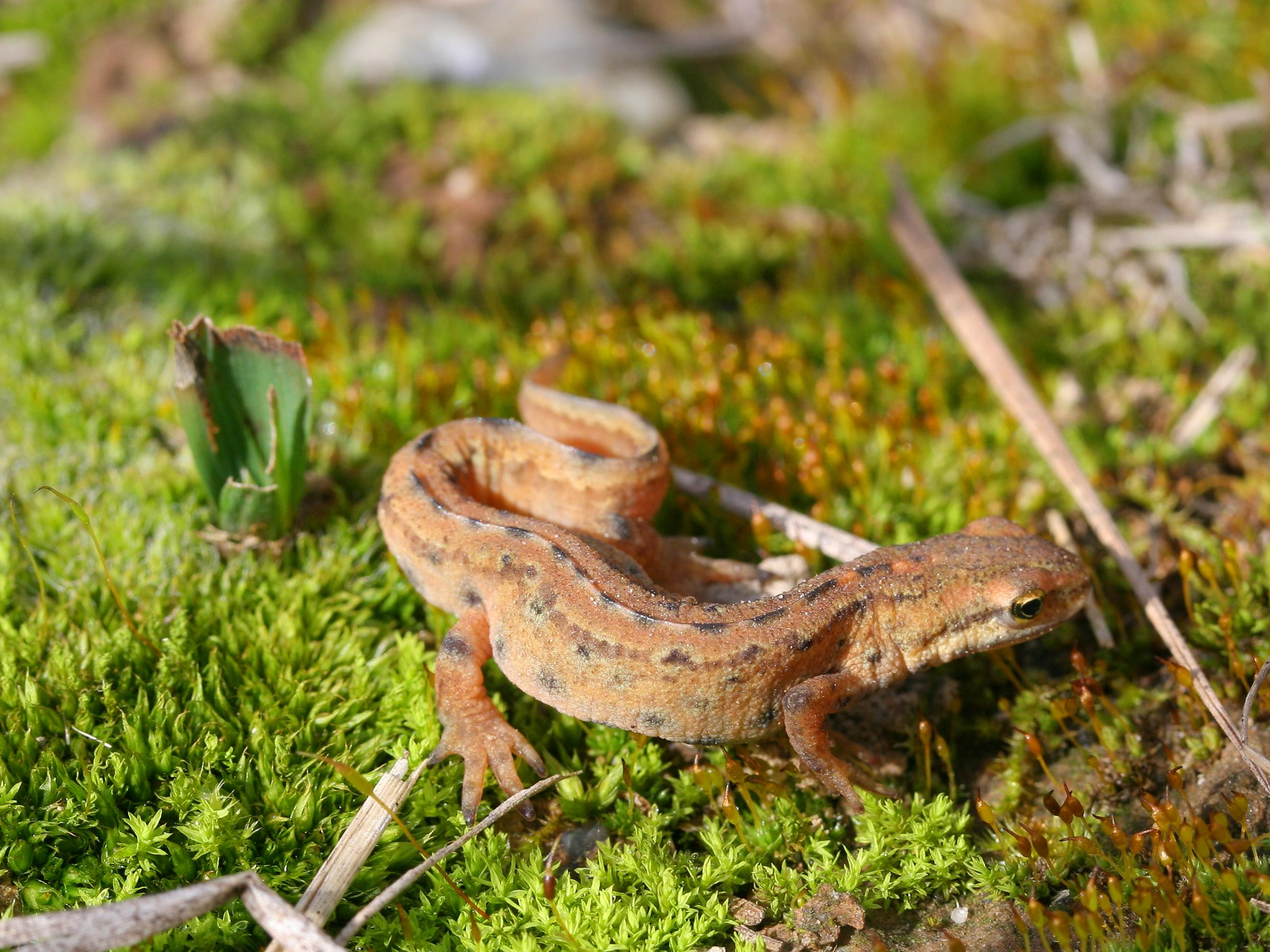
Mannetje in landfase

De kleine watersalamander wordt maximaal 11 centimeter lang, maar exemplaren in het zuiden van het leefgebied, rond de Middellandse Zee, bereiken maximaal 6 tot 9 centimeter. De mannetjes worden in de regel iets groter dan de vrouwtjes, bij de meeste amfibieën is dit net andersom. De volwassen dieren hebben een gewicht van 1,2 tot 2,5 gram, de grootste exemplaren worden tot vijf gram zwaar.
De kop is bruin van kleur, de mannetjes hebben duidelijke lengtestrepen aan de kop. Op de keel is vaak een keelplooi te zien. De gifklieren of parotoïden zijn klein en moeilijk zichtbaar.
Sommige ondersoorten hebben, net als veel Europese kikkers, twee huidplooien aan weerszijden van de rug, die dorsolaterale lijsten worden genoemd. De tenen aan de achterpoten dragen huidzomen in de waterfase. Deze huidzomen bestaan uit randen om de teen die het oppervlak vergroten en waarvan de functie te vergelijken is met die van een zwemvlies. Mannetjes vallen op door de grote, sterk afgeplatte kam op de rug en aan de staartzoom aan de onderzijde van de staart. Deze is aan de bovenkant gegolfd tot getand en de staartzoom aan de onderzijde van de staart is vaak blauw gekleurd, hoewel dit niet altijd duidelijk is te zien. Vrouwtjes krijgen slechts een lichte kam op de staart die ophoudt bij de basis en niet doorloopt op de rug en daarnaast een eveneens lichte en nauwelijks zichtbare staartzoom. In zuidelijke delen van het verspreidingsgebied hebben sommige mannetjes een staartdraad, dit is een wormachtige staartpunt. Dit komt ook voor bij de vinpootsalamander, die altijd een staartdraad heeft.

### Lichaamskleur
De mannetjes zijn ook buiten de paartijd makkelijk van vrouwtjes te onderscheiden door een meer afstekende kleur, donkere ronde vlekken op de rug en flanken en een witte buikzijde met naast de vlekken een lichte oranje streep op het midden. Vrouwtjes hebben ook vlekken, maar deze zijn veel kleiner en zitten alleen op de buik, op de rug is de kleur bruin. Het midden van de rug is bij vrouwtjes vaak lichter gekleurd, zodat een rugstreep ontstaat. Deze rugstreep heeft vaak tand-achtige uitstulpingen. De huid is in de landfase droog, dof en bruin tot grijs van kleur, de buik en keel hebben vele kleine, vrij ronde zwarte vlekken, die van mannetjes zijn ook hier duidelijk groter. Mannetjes hebben twee lengtestrepen aan weerszijden van de kop, die bij vrouwtjes ontbreken. In totaal hebben de mannetjes vijf tot zeven lengtestrepen aan de kop.
De kleine watersalamander heeft een oranje streep op de verder witgeel gekleurde buik. Deze oranje kleur wordt intenser gedurende de voorplantingstijd. Bij de mannetjes stopt deze streep voor de staart, terwijl de oranje kleur bij de vrouwtjes verder doorloopt. Ook de onderzijde van de staart is bij de vrouwtjes oranjeachtig. Bij de mannetjes is de staartzoom altijd blauw van kleur, ook in de landfase.

### Baltskleur

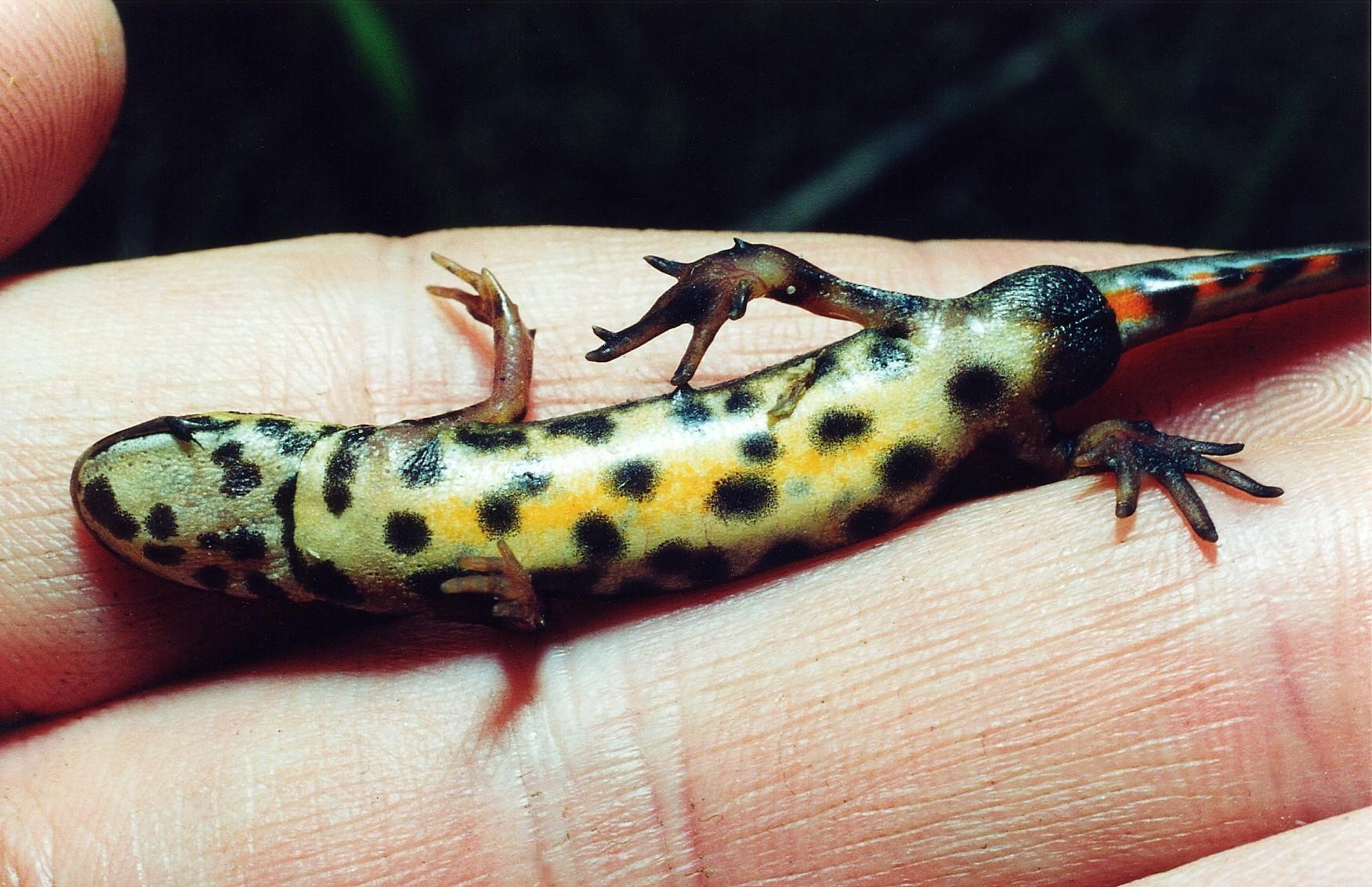
Buikzijde van een mannetje, duidelijk te zien is de opgezwollen cloaca onder de staartwortel.

Tijdens de voortplantingsperiode leeft de kleine watersalamander in het water en krijgt dan speciale aanpassingen die het uiterlijk drastisch veranderen, vooral bij de mannetjes. De korzelig aandoende, grauw gekleurde en droge huid verandert in een gladde huid met felle kleuren aan de buikzijde. Ook zwelt de cloaca op, vooral die van de mannetjes. De huid past zich aan waardoor deze dunner en gladder wordt en de waterafstotende eigenschappen verdwijnen waardoor de salamander door de huid kan ademen. Om aan voldoende zuurstof te komen tijdens deze actieve periode moet ook steeds adem worden gehaald aan de oppervlakte. Alleen in het water overwinterende dieren, wat bij volwassen salamanders zelden voorkomt, ademen soms maandenlang door de huid maar zijn dan niet actief zodat ze bij de lage watertemperatuur nog maar heel weinig zuurstof nodig hebben.
De achterpoten van de mannetjes zijn duidelijk groter dan die van vrouwtjes. De huidzomen van de mannetjes zijn ook donkerder van kleur.
Deze aanpassingen verdwijnen weer na de voortplantingsperiode voor de landfase; de huid wordt weer leer-achtig waardoor de salamander minder snel uitdroogt. Er zijn zeven ondersoorten die allemaal iets afwijken en enige variatie kennen in kleur, patroon en gemiddelde lengte.

### Onderscheid met andere soorten
De kleine watersalamander is maar met weinig andere soorten te verwarren. De vinpootsalamander (Lissotriton helveticus) valt in de waterfase op door de sterk ontwikkelde zwemvliezen aan de achterpoten en het worm-achtige aanhangsel van de staart. Zwarte vlekjes op de keel ontbreken bij deze soort.
De kamsalamander (Triturus cristatus) wordt groter tot 20 cm en heeft een meer donkere kleur en de mannetjes hebben een meer puntige kam in plaats van een gegolfde kam. De kam van de kamsalamander heeft een duidelijk onderbreking boven de staartwortel, de kam van de kleine watersalamander niet. Andere salamanders, zoals de vuursalamander (Salamandra salamandra) hebben een te sterk afwijkend uiterlijk om verward te kunnen worden met de kleine watersalamander.

## Levenswijze

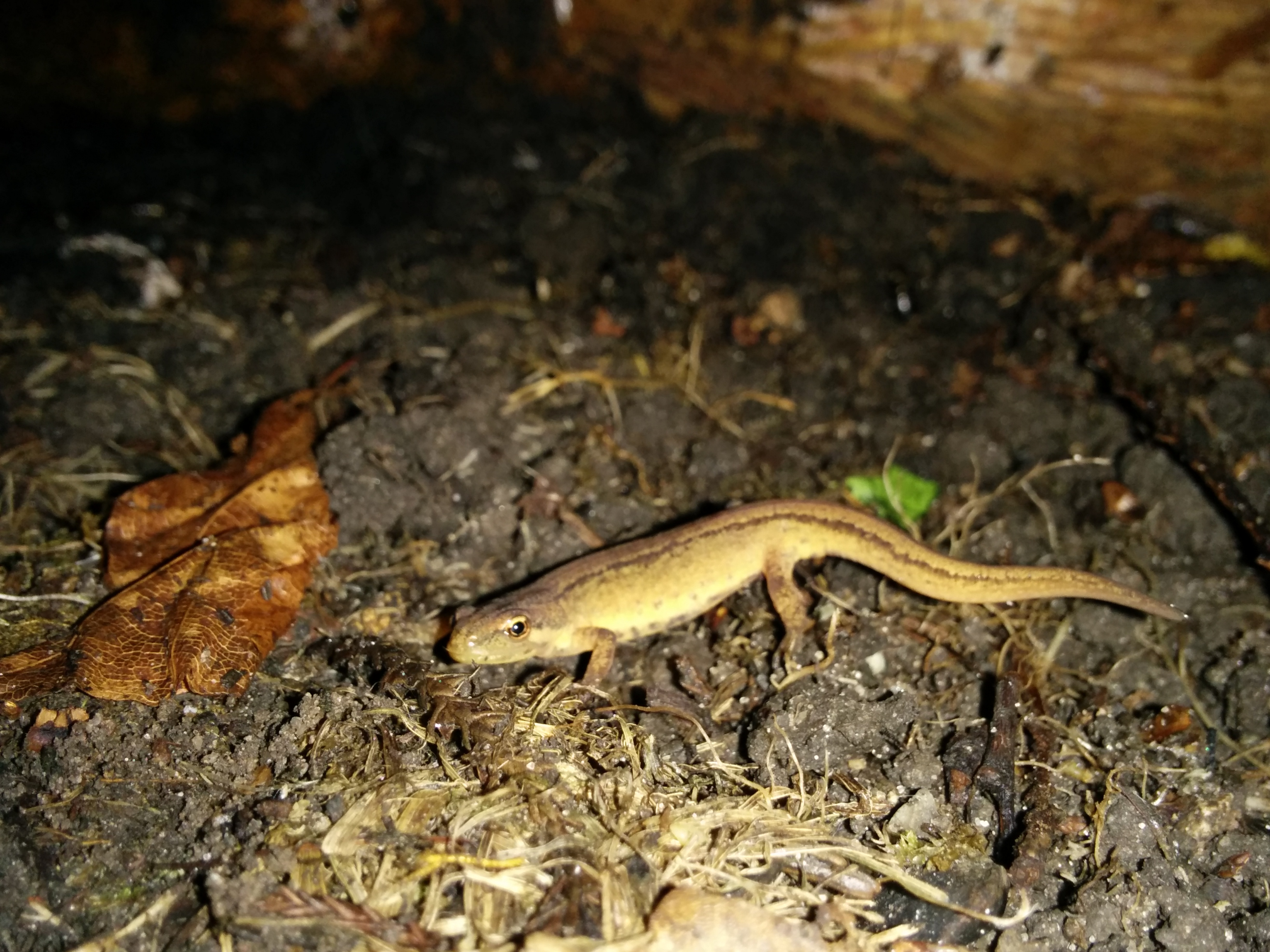
Tijdens de landfase zijn de dieren nachtactief.

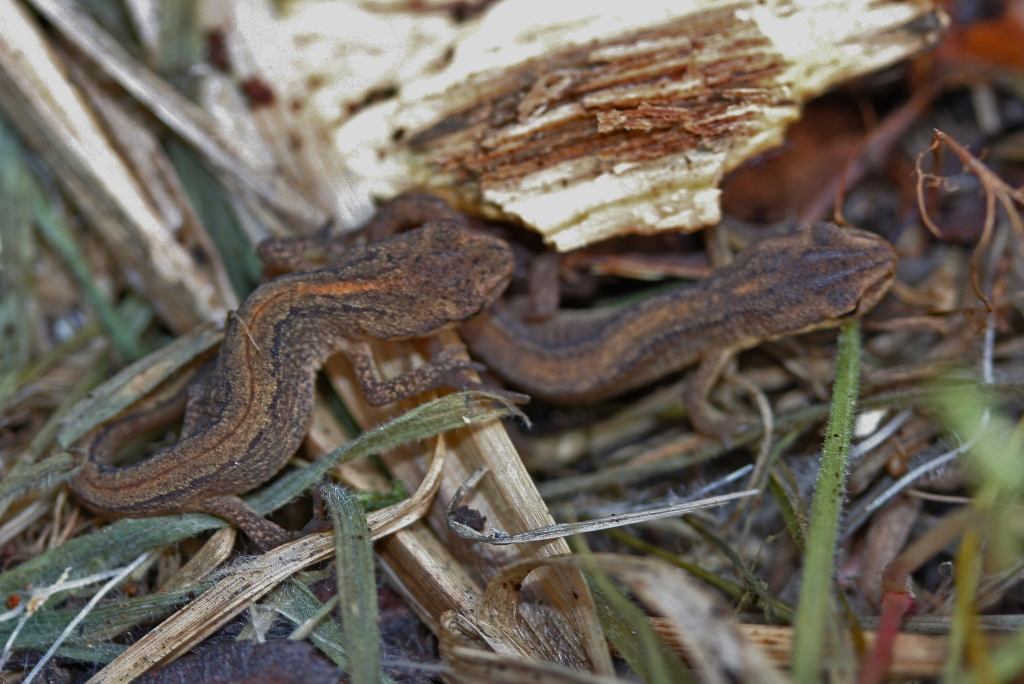
Juvenielen leven op het land.

De kleine watersalamander is een van de meest op het land aangepaste soorten salamanders in Europa, er zijn twee stadia die zich jaarlijks afwisselen: de landfase in de winter, herfst en zomer en de waterfase in de lente tijdens de voortplantingstijd. De uiterlijke kenmerken zoals huidskleur en morfologie en permeabiliteit van de huid veranderen drastisch, zie het kopje kenmerken. Jonge salamanders die het larvestadium al achter de rug hebben maar nog niet geslachtsrijp zijn leven uitsluitend op het land.
Populaties in het zuiden van het verspreidingsgebied hebben een dusdanig korte winter- en zomerrust dat ze praktisch het hele jaar te vinden zijn. In westelijk Europa zoals in Nederland en België houdt de soort in de winter een winterslaap op het land en in de zomer komen de dieren ook het water uit om op het land te gaan jagen. Ze zijn dan nachtactief en komen overdag alleen bij vochtig weer tevoorschijn.
Salamanders in de waterfase zijn zowel dag- als nachtactief en vallen vrij goed op omdat ze felle kleuren hebben en niet erg schuw zijn tijdens de paring, ze moeten bovendien regelmatig komen ademhalen aan de oppervlakte. Tijdens de winterslaap zitten ze vaak verstopt onder stenen of houtblokken, soms vindt de winterslaap plaats in het water. Salamanders zijn op het land slome dieren maar in het water kunnen ze als het moet heel snel wegschieten. Ze drukken dan de pootjes tegen het lichaam en zwemmen snel weg door met de staart te bewegen en kronkelende bewegingen met het lichaam te maken. Ze verschuilen zich een tijdje tussen de onderwaterplanten of duiken naar de bodem en verstoppen zich in de modder. Tijdens de actieve baltstijd zijn de salamanders niet schuw en laten zich regelmatig onder het wateroppervlak zien.
De kleine watersalamander kent net als een aantal andere amfibieën het unkenreflex, waarbij het dier zich bij verstoring op de rug draait en de kwetsbare, maar felgekleurde buikzijde toont om af te schrikken. Als de salamander wordt opgepakt kan deze piepende geluiden maken.
Volwassen salamanders leven dicht bij de bodem maar tijdens de paring en eiafzet leven ze in de waterplanten, waarin vrouwtjes de eieren bevestigen. De dieren zijn dan dag en nacht actief. Larven hebben kieuwen en hoeven geen adem te halen, omdat ze zuurstof opnemen uit het water. Ze leven altijd op of dicht bij de bodem van het water, waar ze niet opvallen vanwege de bruine kleur.
Zoals vrijwel alle in water levende amfibieën kent ook de kleine watersalamander een sterk ontwikkelde vorm van regeneratie, als een deel van de staart of zelfs een poot wordt afgebeten, groeit dit deel weer aan. Met name bij larven of exemplaren in de waterfase is het regeneratievermogen erg groot. Dit komt omdat het metabolisme van de salamander in dergelijke stadia aanzienlijk hoger is.
De huid van de salamander groeit niet mee en het dier moet regelmatig vervellen, wat met een wetenschappelijker woord de ecdysis wordt genoemd. Omdat de salamander geen schubben heeft, is de afgeworpen huid zeer dun en moeilijk te zien. In het water is de huid bijna doorzichtig en vergaat snel. De huid wordt vaak opgegeten door het dier. Een jonge salamander vervelt ongeveer één keer per week.

## Voortplanting en ontwikkeling

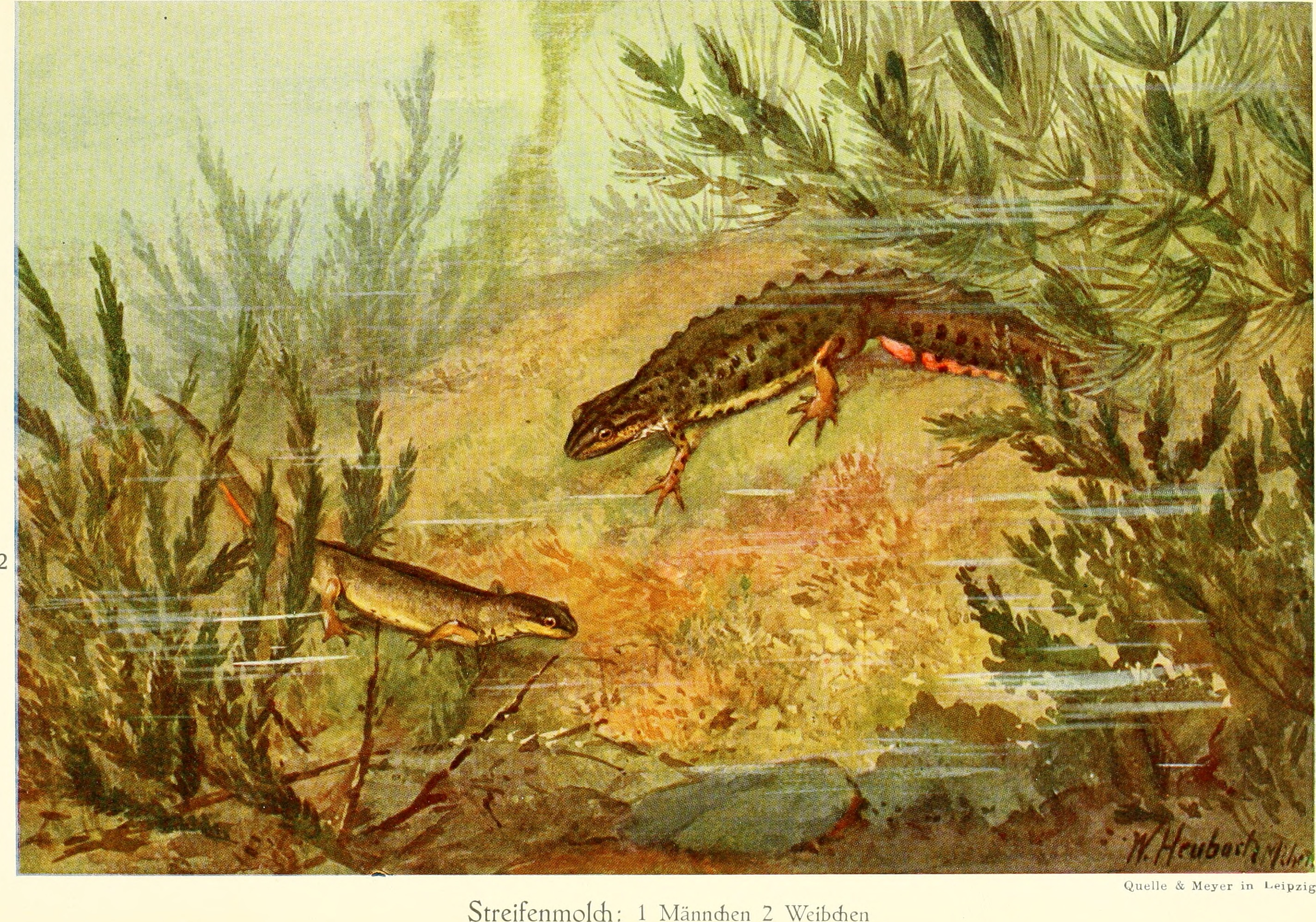
Tekening van een koppeltje in de waterfase

Rond februari komen de salamanders massaal uit hun winterslaap en zoeken direct het water op voor de voortplanting. De mannetjes trekken als eerste, de vrouwtjes wat later. Ze komen vaak tevoorschijn bij een hoge luchtvochtigheid en een bodemtemperatuur van ongeveer vijf graden. De omgevingstemperatuur moet minstens 0 graden Celsius zijn en de watertemperatuur minstens 8 graden Celsius.

### Paring
Als een mannetje een vrouwtje tegenkomt zwemt hij om haar heen en besnuffelt haar. Mannetjes hebben een voorkeur voor grotere vrouwtjes. Voordat er gepaard wordt voert het mannetje eerst een soort paringsritueel uit door met zijn staart te wapperen naar het vrouwtje. De staart kan zowel golvend, waaierend of zweepachtig worden bewogen. Naast de hierdoor ontstane waterdrukgolfjes geeft het mannetje ook lokstoffen af die hij naar het vrouwtje waaiert om haar te verleiden. Vaak zijn er rond een vrouwtje meerdere mannetjes bezig haar het hof te maken, zie ook de externe link voor een filmpje hiervan. De mannetjes zijn zeer tolerant en vertonen geen vijandig gedrag ten opzichte van andere mannetjes; ze trekken zich niets van elkaars aanwezigheid aan.
De mannetjes zijn in de paartijd alleen maar bezig met het verleiden van verschillende vrouwtjes. Als het vrouwtje geïnteresseerd is zet het mannetje zijn spermapakketje of spermatofoor af, dat door het vrouwtje in de cloaca wordt opgenomen.

### Ei
Het vrouwtje zet per seizoen in totaal ongeveer 100 tot 400 eieren af, ongeveer 7 tot 12 per dag. De eieren worden een voor een bevestigd aan de blaadjes van waterplanten met kleine blaadjes, zoals waterpest. Het blad wordt steeds om het ei gevouwen ter bescherming. De vrouwtjes zijn daar heel secuur in; ieder eitje wordt op het midden van een blad afgezet, waarna met de poten het blad wordt omgevouwen met het ei in het midden. Omdat het ei een beetje kleeft blijft het goed vastzitten. De eieren hebben een diameter van ongeveer 1,3 tot 1,8 millimeter. Ze zijn omgeven door een gelei-achtig en doorzichtig omhulsel dat een doorsnede heeft van 2,2 tot 3 millimeter.

### Larve

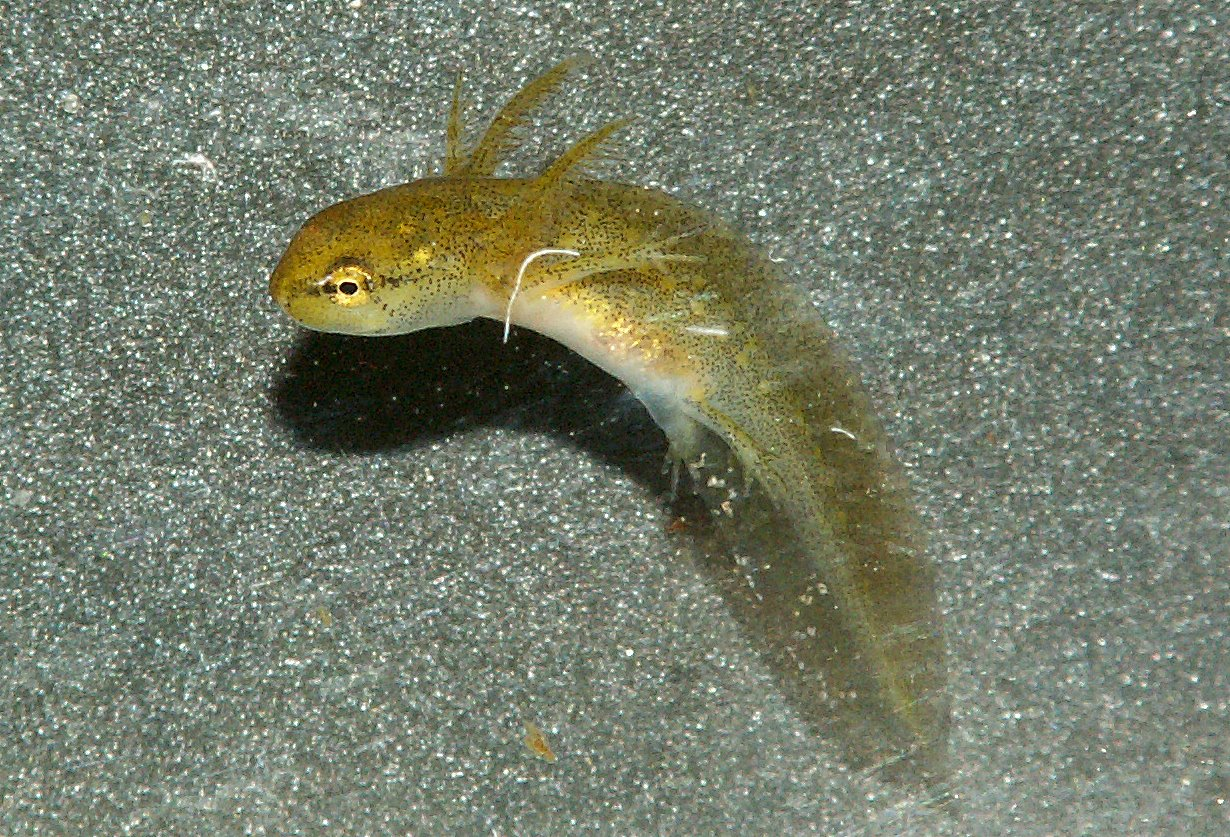
Jonge larve

Als de eieren uitkomen zijn de larven zo'n 6 tot 8 millimeter lang, ze groeien door naar ongeveer 40 mm waarna de metamorfose plaatsvindt. Het uiterlijk van de larve verandert hierbij sterk. De larven zijn lastig van de larven van de vinpootsalamander te onderscheiden.
De larven hebben uitwendige kieuwen, die duidelijk te zien zijn als twee roodoranje veerachtige pluimen aan de zijkanten van de kop. Ook hebben de larven een staartzoom en een hoge rugkam die eveneens verdwijnen als de metamorfose plaatsvindt. De larven van de kleine watersalamander heeft in vergelijking met andere in Europa voorkomende soorten relatief grote kieuwen en vrij kleine pootjes. De voorpootjes zijn in tegenstelling tot kikkerlarven al direct ontwikkeld, wat ook wel nodig is want de larve jaagt actief op prooien en leeft niet van algen en ander dood materiaal zoals kikkervisjes. De achterpootjes ontwikkelen zich pas later maar zullen uiteindelijk groter worden dan de voorpoten, net als bij kikkers en padden.
De ontwikkelingsduur van de larven hangt sterk af van het voedselaanbod en de temperatuur, eieren die in tijdelijke wateren zijn afgezet, zoals ondiepe plasjes, zullen sneller opwarmen waardoor de larve zich soms al na zes tot acht weken volledig ontwikkelt. Er zijn ook minder gunstige omstandigheden, waarbij de larve overwintert en pas het volgende voorjaar metamorfoseert. Daarna duurt het nog 2 tot 3 jaar eer de salamander volwassen is en zich kan voortplanten. Er zijn gevallen van neotenie bekend, waarbij de volwassen enkele kenmerken van de juvenielen behouden zoals de uitwendige kieuwen. De oorzaak hiervan is jodiumgebrek, zodat onvoldoende schildklierhormoon kan worden gevormd. In de praktijk komt dit wel voor in zure vennen op voedselarme gronden. Ook diepe of permanent beschaduwde wateren, of wateren die koud zijn kunnen een aanleiding zijn waardoor de larven zich niet kunnen metamorfoseren.

### Juveniel
Juvenielen hebben een verhoudingsgewijs korte en stompe kop en grote ogen. De juvenielen lijken uiterlijk op kleine vrouwtjes, ook de mannelijke exemplaren. Juvenielen zijn na twee jaar volwassen. Pas als ze volwassen zijn ontwikkelen de mannetjes hun karakteristieke kenmerken zoals de oranje kleur aan de buik, de grote zwarte vlekken op het lichaam en de staartkam. De adulten kunnen in het wild een leeftijd bereiken van maximaal zeven jaar. Van in gevangenschap gehouden exemplaren is bekend dat ze 20 jaar oud kunnen worden.

## Voedsel

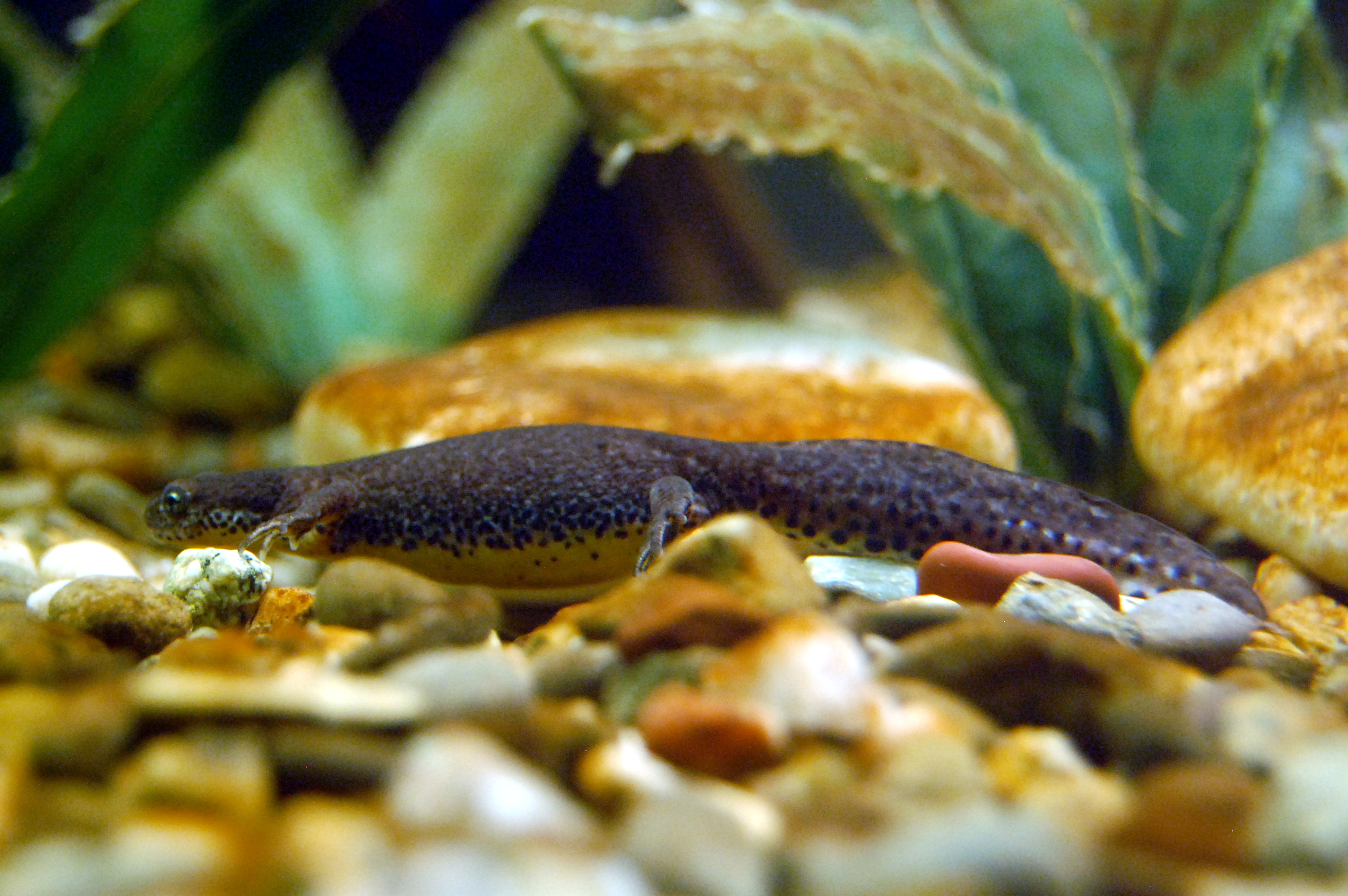
Het voedsel wordt zowel in het water gezocht als op het land.

Het stapelvoedsel van de larven bestaat uit diertjes die dicht bij of in de waterbodem leven. Daarnaast worden andere kleine kreeftachtigen buitgemaakt zoals eenoogkreeftjes (geslacht Cyclops) en kopschildkreeftjes uit het geslacht Triops. Ook in de bodem levende insectenlarven zoals de larven van dansmuggen worden gegeten. Grotere larven eten wat grote prooien zoals wormachtigen (bijvoorbeeld Tubifex), waterinsecten en de larven hiervan, kikkervisjes en andere prooien die de salamander aan kan. In principe wordt alles wat beweegt en in de bek past aangevallen. De larven zijn onderling eveneens zeer vraatzuchtig, veel larven missen hierdoor delen van de staart en poten, die overigens na verloop van tijd weer aangroeien.
Het menu van de adulten varieert wat met het jaargetijde, in het water worden andere prooien gegeten dan op het land. In de waterfase wordt meer voedsel opgenomen dan op het land. In het water leeft de kleine watersalamander hoofdzakelijk van vrijzwemmende diertjes, zoals watervlooien uit de geslachten Daphnia, Ceriodaphnia en Bosmina. Op de bodem levende dieren worden minder vaak gegeten, in tegenstelling tot de larven die voornamelijk op de bodem jagen. Op het land worden vooral kleine slakken en regenwormen buitgemaakt, daarnaast worden ook verschillende insecten gegeten.
Daarnaast worden ook amfibieëneieren en -larven zoals de eigen jongen opgegeten. De kleine watersalamander eet vooral veel eieren en jonge larven van de bruine kikker. De eieren en larven van de gewone pad en de rugstreeppad worden duidelijk vermeden.

## Vijanden

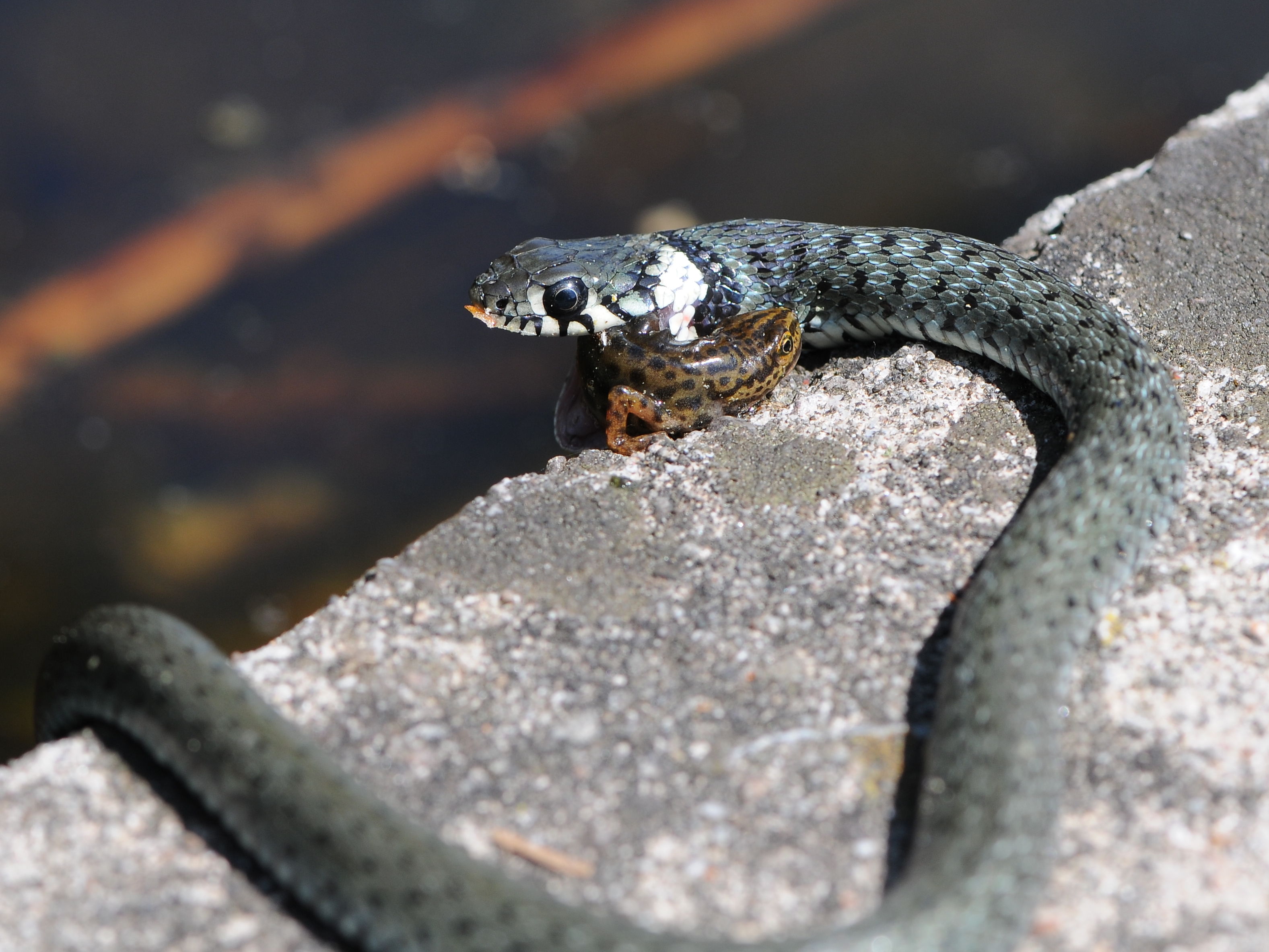
Een ringslang verorbert een kleine watersalamander.

Een van de belangrijkste vijanden van de eieren zijn zowel de vrouwtjes als de in de paartijd zeer actieve mannetjes. Met name de actieve mannetjes kunnen wat extra energie wel gebruiken en eten regelmatig de eigen eieren, dit wordt ovofagie genoemd. Zowel de eitjes als de larven worden ook door grotere salamanders gegeten, zoals de kamsalamander. De larven worden door van alles belaagd, vissen, waterinsecten of de larven ervan, berucht zijn de larven van libellen, maar ook waterkevers en roofwantsen als de waterschorpioen en de staafwants eten graag larven van salamanders.
Vijanden van volwassen exemplaren zijn andere amfibieën, vogels, zoogdieren en reptielen. Ook grotere kikkers en salamanders jagen op de kleine watersalamander. Daarnaast zijn er vele soorten zoetwatervissen die salamanders eten, zoals de snoek. In gevangenschap, zonder vijanden en andere negatieve omgevingsfactoren, kan de kleine watersalamander 28 jaar oud worden, in het wild meestal niet meer dan een jaar of 6 à 7.
Zoogdieren die op de salamander jagen zijn onder andere de bruine rat, de bunzing, de egel, huiskat en de waterspitsmuis. Vogels waarvan bekend is dat ze deze salamander eten zijn onder andere de fazant, de fuut, verschillende reigers, lijsters, kippen, spreeuwen en ooievaars, de waterral en de ijsvogel.
De ringslang is ook een belangrijke vijand, deze slang jaagt vanuit het water op amfibieën. Ten slotte wordt de kleine watersalamander ook gegeten door schildpadden, zoals de Europese moerasschildpad (Emys orbicularis).

## Bedreiging en bescherming
De kleine watersalamander komt binnen zijn areaal niet overal algemeen voor maar wordt beschouwd als een niet-bedreigde soort. De salamander wordt door de internationale natuurbeschermingsorganisatie IUCN beschouwd als 'veilig' (least concern of LC). In heel Europa is de kleine watersalamander wettelijk beschermd. Het vangen van de salamanders, zelfs om deze uit te zetten in de vijver of de larven op te kweken, is dus verboden. Beide acties lijken de salamander goed te doen, maar het omgekeerde is waar. In de vijver uitgezette dieren kruipen vrijwel altijd terug naar waar ze vandaan gehaald zijn om de voortplanting weer op te pakken met alle risico's van dien zoals het oversteken van wegen.
In België en Nederland staat het dier op de rode lijst en is een beschermde diersoort. Het is verboden om de salamanders te vangen, in gevangenschap te houden of hun leefomgeving te verstoren. Dit geldt ook voor de eieren en larven van de salamander.

## Naamgeving en taxonomie
De kleine watersalamander is ondanks de naam niet de kleinste soort die in Nederland en België voorkomt, dit is de vinpootsalamander (Lissotriton helveticus). Ook de naam watersalamander is wat misleidend, omdat het dier in de meeste streken alleen tijdens het broedseizoen in het water te vinden is, de rest van het jaar op het land. In de Benelux loopt deze zogenaamde waterfase van half maart tot eind juni.
De wetenschappelijke naam van de soort werd gepubliceerd door Carl Linnaeus in 1758 in Systema naturae. Oorspronkelijk werd de wetenschappelijke naam Lacerta vulgaris gebruikt. Lange tijd was de wetenschappelijke naam Triturus vulgaris in zwang, en deze naam duikt vaak op in de literatuur. De soort werd eerder ingedeeld bij het niet meer erkende geslacht Triton en werd in 2005 nog onder het geslacht Lophinus gerekend, ook dit geslacht wordt tegenwoordig echter niet meer erkend. Er zijn in totaal maar liefst 93 synoniemen voor deze soort, zie Wikispecies voor de volledige lijst van synoniemen.

### Ondersoorten
Lange tijd waren er acht erkende ondersoorten. Van deze acht worden er tegenwoordig vier als aparte soort erkend. In veel literatuur echter wordt de verouderde situatie vermeld, om deze reden zijn de voormalige ondersoorten toch opgenomen in de onderstaande tabel.
| Ondersoorten van de gewone watersalamander                   | Ondersoorten van de gewone watersalamander | Ondersoorten van de gewone watersalamander | Ondersoorten van de gewone watersalamander                                                                    |
| ------------------------------------------------------------ | ------------------------------------------ | ------------------------------------------ | --- |
| Naam                                                         | Auteur                                     | Verspreiding                               | Bijzonderheden                                                                                                |
| Lissotriton vulgaris ampelensis                              | Fuhn, 1951                                 | Oekraïne en Roemenië                       | Geen dorsolaterale lijsten, de staart is zwaardachtig, geen staartdraad aanwezig.                             |
| Lissotriton vulgaris graecus = Lissotriton graecus           | Wolterstorff, 1906                         | Griekenland                                | Vele kleine zwarte vlekjes, mannetjes hebben een staartdraad                                                  |
| Lissotriton vulgaris kosswigi = Lissotriton kosswigi         | Freytag, 1955                              | Anatolië                                   | De staartkam heeft een gladde rand en de kam is boven het lichaam erg laag. Mannetjes hebben een staartdraad. |
| Lissotriton vulgaris lantzi = Lissotriton lantzi             | Wolterstorff, 1914                         | Westelijke en centrale delen Kaukasus      | De staart heeft een staartdraad die echter minder lang is dan bij andere ondersoorten.                        |
| Lissotriton vulgaris meridionalis = Lissotriton meridionalis | Boulenger, 1882                            | Kroatië                                    | De man heeft een gladde rand en is relatief laag. Zwemvliezen goed ontwikkeld.                                |
| Lissotriton vulgaris schmidtlerorum                          | Raxworthy, 1988                            | Westelijk Turkije (Biga)                   | Kleinste ondersoort, mannetjes 5 tot 7 cm. Staart loopt spits af, geen staartdraad.                           |
| Lissotriton vulgaris schreiberi                              | Wolterstorff, 1914                         | Noordelijk Dalmatië.                       | Meer vlekken op de kam in vergelijking met andere soorten. Vrouwtjes hebben twee rijen rugvlekken.            |
| Lissotriton vulgaris vulgaris                                | Linnaeus, 1758                             | De rest van het verspreidingsgebied.       | Nominale ondersoort                                                                                           |